# Бријана Пери
Бријана Пери (Округ Мајами-Дејд, 11. јануар 1992), позната и као Лил' Бријана америчка је реперка и глумица. Била је најмлађа певачица икада која је потписала уговор са издавачком кућом The Goldmind Inc., која је у власништву Миси Елиот. Музички деби имала је гостовањем на песми , која се нашла на албуму Diamond Princess, америчке реперке Трине. Од тада, Перијева је објавила неколико микстејпова и бавила се глумом. Током 2016. године раскинула је уговор са издавачком кућом Атлантик рекордс због слабе промоције и потписала уговор са издавачком кућом . Завришла је Универзитет у Мајамију, у мају 2014. године.

## Каријера

### Почетак каријере
Када је имала седам година, уз помоћ својих ујака, Бријана је снимила прву песму за издавачку кућу Poe Boy Entertainment. Њене честе посете студију привукле су пажњу реперке Трине и репера Трик Дедија, који је Бријани обезбедио уговор са издавачком кућом . Након тога, Бријана је гостовала на америчком каналу Бет у емисији Rap City, где је први пут реповала на песми , која се нашла на албуму Diamond Princess, реперке Трине и тако привукла пажњу реперке Миси Елиот. Елиот је након тога понудила Бријани да потпише уговор са њеном издавачом кућом Goldmind Inc. што је Бријана и урадила, а Елиот ју је заједно са Тимбаландом представљала на концертима. Поред тога, гостовала је на неколико музичких дела Миси Елиот, као што је видео спот Pass That Dutch и у њеној краткометражној ријалити ТВ серији Пут до звезда са Миси Елиот. У то време Бријана је радила на њеном дебитантском албуму, који је требало да садржи четрнаест нумера, али он никада није објављен. Током 2006. године Бријана је прекинула сарадњу са Миси Елиот због другачијих идеја и креативних разлика, али су остале у добрим односима.
Године 2007. Бријана је објавила микстејп под називом Princess of Miami, на којем је учествовала и Миси Елиот. Током 2008. почела је да ради на дебитанском албуму под називом Girl Talk, који никада није објављен. Године 2009. потписала је уговор са издавачком кућом International Music Group са Флориде, за коју је објавила микстејп The Graduation и сингл Boom Shacka, који није доживео велики комерцијални успех.

### 2011—данас
Године 2011. Бријана је почела да ради за издавачку кућу Poe Boy Music Group., која је у власништву њене породице, а исте године објавила је сингл Fly Kicks, за који је снимила и видео спот. Песма је имала премијеру на каналу Бет, у емисији 106 & Park, након чега је потписала уговор са Атлантик рекордсом и објавила микстејп  Дана 20. децембра 2011. године, објавила је сингл Marilyn Monroe, који је продуцирао Ламб. Године 2012. је сарађивала са бендом SWV на песми Do Ya, репером Pusha T на песми Red Cup и Викторијом Монет на песми , која се касније нашла на Бријанином микстејпу Symphony No. 9: The B Collection.
У јуну 2014. године Бријана је глумила у ријалити шоуу Sisterhood of Hip Hop који се приказивао на каналу Oxygen, где је преставила песме I'm That B.I.T.C.H. и Since U Left Године 2016. објавила је песму T.O.B (Them Other Bitches) на којој је гостовао певач Lee Mazin, а у августу исте године сингл Something To Live For заједно са Стејси Барт.

## Дискографија

### Микстејпови
- 2003:  (Микстејп Рика Роса)[3]
- 2007: [10]
- 2009: [14]
- 2011: [3]
- 2012: [25]
- 2013: [26]

### Синглови
- 2009: "Duh!"[10]
- 2010: "Boom Shacka" (Бријана Пери и Фло Рајда)[12]
- 2011: ""[15]
- 2011: ""[3]
- 2013: "Hate Ya Past" (Бријана Пери и Викторија Монет)[27]
- 2014: ""[20]
- 2014: "Since U Left" (Бријана Пери и Тејлор Паркс)[21]
- 2017: "Get It Girl" (Бријана Пери и Рик Рос)[28]